# Henri de Linange
Henri de Linange (mort le 18 janvier 1272 probablement à Worms) est évêque de Spire de 1245 à sa mort et chancelier du Saint-Empire romain germanique.

## Biographie
Henri vient de la famille de Linange, originaire de Rhénanie-Palatinat. Il est le fils du comte Frédéric II (de), fondateur de la branche cadette, et de son épouse Agnès von Eberstein (de), la sœur du comte Eberhard IV von Eberstein (de) et de l'évêque de Spire Konrad von Eberstein (de). Le neveu Friedrich von Bolanden (fils de sa sœur Cunégonde) lui succédera à l'évêché.
Il est élu évêque de Spire le 27 octobre 1245 mais ne reçoit l'ordination qu'après la mort de l'archevêque de Mayence Gérard de Dhaun (de) le 31 mars 1260.
Il apparaît en 1250 dans l'histoire de Deidesheim dans un conflit en 1250 avec Conrad IV de Hohenstaufen sans doute à propos de la construction du château (de).
À Wurtzbourg, après la mort de l'évêque Hermann von Lobdeburg en 1254, le chapitre élit rapidement comme successeur Iring von Reinstein-Homburg. Mais Henri de Linange, à qui on avait promis un nouvel évêché, avait demandé auparavant Wurtzbourg. L'abbé d'Eußerthal et l'évêque de Constance Eberhard II von Waldburg (de) devaient faire respecter ce vœu en dépit de la volonté du chapitre. Ainsi on tente de l'imposer à Wurtzbourg avec une lettre du pape Innocent IV le 29 août 1253 le soutenant. Mais Gerhard von Dhaun soutient l'élection d'Iring et sa légalité, il est alors excommunié. Finalement le pape Alexandre IV accepte l'élection d'Iring. Henri de Linange n'abandonne pas et chasse Iring en mai 1255. Le 4 janvier 1256, des cardinaux arrivent et décident en présence d'Iring et de représentants de Henri de soutenir le choix du chapitre pour Iring. Ce dernier revient à Wurtzbourg le 31 juillet 1256.
Nommé en 1247 chancelier de l'empereur Guillaume Ier, il est mentionné pour la première fois à cette fonction en 1257 à côté de l'antiroi Alphonse X de Castille mais se bat l'année suivante avec Richard de Cornouailles. En 1257, il soutient l'élection de son cousin Eberhard (de) comme évêque de Worms.
Henri de Linange meurt le 18 janvier 1272, probablement à Worms. Sa tombe dans la cathédrale de Spire a aujourd'hui disparu.

## Source, notes et références
- (de) Cet article est partiellement ou en totalité issu de l’article de Wikipédia en allemand intitulé « Heinrich von Leiningen » (voir la liste des auteurs).